# Glipa laosensis
Glipa laosensis es una especie de coleóptero de la familia Mordellidae.

## Distribución geográfica
Habita en Laos.